# Sabine Bergmann-Pohl
Sabine Bergmann-Pohl (Eisenach, 20 aprile 1946) è un medico e politica tedesca.
È stata l'ultima Presidente della Volkskammer nel 1990 e contemporaneamente, in virtù dello scioglimento del Consiglio di Stato e della conseguente riesumazione delle vecchie disposizioni costituzionali tedesco-orientali, ha supplito alla carica soppressa di Capo di Stato della Repubblica Democratica Tedesca, dal 5 aprile 1990 al 2 ottobre 1990, fino all'unificazione con la Repubblica Federale di Germania.
È membro del CDU. Dopo l'annessione alla RFT è stata ministro nel Governo Kohl II dal 1990 al 1991, e sottosegretario fino al 1998.
Nel 2002 si è ritirata dalla vita politica, abbandonando il seggio al Bundestag.

## Formazione e lavoro
Bergmann-Pohl ottenne l'Abitur nel 1964. Non essendo inizialmente ammessa agli studi universitari, completò uno stage di due anni presso l'Istituto di medicina legale dell'Università Humboldt di Berlino. Nel 1966 poté iniziare gli studi di medicina, che terminò nel 1972 con la relativa laurea. Dal 1979, è specialista in malattie polmonari. Nel 1980 ha conseguito un dottorato.
Dal 1980 al 1985 è stata direttore medico del Dipartimento clinico di malattie polmonari e tubercolosi a Friedrichshain.
Dal 1985 al 1990 è stata direttore medico presso il Centro distrettuale di malattie polmonari e tubercolosi a Berlino Est.
Dal 1990, Bergmann-Pohl è patrono della Confederazione generale dei disabili in Germania (ABID eV) e dal 2003 al 2012 è stata presidente della Croce Rossa di Berlino. In riconoscimento dei suoi servizi speciali per la Croce Rossa di Berlino Bergmann-Pohl fu nominata presidente onorario dell'Organizzazione regionale della Croce Rossa tedesca e Croce Rossa di Berlino. Dal 2003 è membro del Comitato esecutivo e della Federazione sportiva internazionale e dal 2007 è vicepresidente.

## Carriera politica

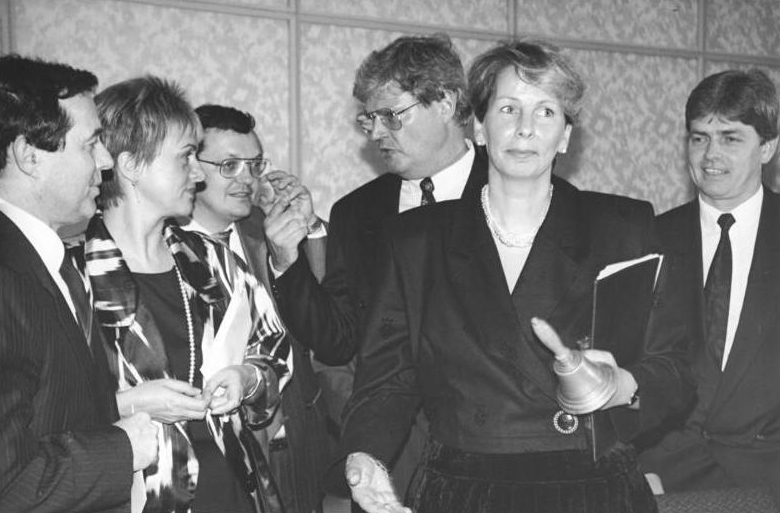
Incontro della Volkskammer, 2 ottobre 1990

Nel 1981 entra a far parte del CDU, ad una delle feste di quartiere della RDT. Nel 1987 diventa membro del Consiglio distrettuale di Berlino.
Durante le prime elezioni parlamentari libere in Germania Est del 18 marzo 1990, si trasferì al CDU come deputata della Volkskammer, ed è stata eletta il 5 aprile, come Presidente. A causa dell'adottato nuovo articolo 75 della Costituzione della RDT, lo stesso giorno ha anche esercitato i poteri del precedente Consiglio di Stato diventando il 2 ottobre 1990, l'ultimo Capo di Stato della Repubblica Democratica Tedesca.
Con la riunificazione tedesca il 3 ottobre 1990, è stata membro del Bundestag, fino al 2002. Era l'ultima sulla lista nazionale di Berlino redatta nel Bundestag tedesco (XIV legislatura, 1998-2002).
Il 3 ottobre 1990 è stata nominata Ministro Federale per gli Affari Speciali nel governo del cancelliere Helmut Kohl. Dopo le prime elezioni del Bundestag nel 1990, ha perso il suo incarico ministeriale ed è stata nominata il 18 gennaio 1991 Sottosegretario di Stato parlamentare presso il Ministero federale della sanità. Dopo le elezioni parlamentari del 1998 si ritirò dal governo federale il 26 ottobre 1998.

## Incarichi politici

### Mandati parlamentari
- Membro del parlamento della Repubblica Democratica Tedesca: Camera del popolo (1990) 
  - Presidente della Camera del popolo (1990)
- Membro del Bundestag tedesco (1990-2002)

### Mandati governativi
- Capo di Stato della Repubblica Democratica Tedesca[1] (1990)
- Ministro federale per compiti speciali (1990-1991)
- Sottosegretario di Stato parlamentare presso il Ministero federale per la salute (1991-1998)